# Patrícia Salvador
Patrícia Fernanda Salvador do Carmo, mais conhecida como Patrícia Salvador (Campinas, 22 de fevereiro de 1978), é uma empresária brasileira que já trabalhou como atriz, apresentadora, assistente de palco e modelo.
Patrícia se tornou conhecida por apresentar diversos programas com Silvio Santos durante dezessete anos no SBT. Demitida da emissora em 2015, sob a alegação de que não existia mais função para ela, acabou recontratada no ano seguinte, para fazer as ações de merchandising durante o telejornal Primeiro Impacto.

## Biografia
Patrícia Salvador é formada em Relações públicas pela PUC-Campinas e em Artes cênicas pelo Teatro Escola Célia Helena.
Patrícia iniciou a carreira aos 13 anos, como modelo. Na televisão, começou em 1998, no programa Fantasia, como assistente de palco e dançarina, no qual permaneceu por pouco tempo. Em 1999, começou a trabalhar no programa Tentação, e anos mais tarde atuaria como assistente de palco no Sorteio da Tele Sena e no Roda a Roda. Trabalhou também nos programas Family Feud e Qual é a Música?, e em 2006 foi vencedora na competição Bailando por um Sonho.
Posteriormente, após um mal súbito da então apresentadora do programa Charme Adriane Galisteu, Patrícia veio a substituir Adriane. Depois do episódio, o fez também nas férias próximas da apresentadora oficial.
Apesar de já ter atuado em novelas como Esmeralda e da experiência como apresentadora, Patrícia continuou como assistente de palco do Roda a Roda até 2011, e ocasionalmente até substituía Silvio Santos como apresentadora do programa nos períodos de férias do apresentador.
Após o lançamento da empresa de cosméticos Jequiti, do Grupo Silvio Santos, Patrícia passou a apresentar também o Ganhe mais Dinheiro com Jequiti, aos domingos, tendo sido uma das garotas-propagandas da empresa durante os primeiros anos dela.

### Vida pessoal
No dia 17 de janeiro de 2012, Patrícia deu à luz o seu primeiro filho, João Paulo, do seu casamento com o então presidente da Jequiti e vice-presidente do Grupo Sílvio Santos Lásaro do Carmo Júnior, com quem é casada desde setembro de 2011.

### Como empresária
Atualmente, Patrícia possui uma loja situada no Shopping Flamingo do bairro barueriense de Alphaville.

## Trabalhos na televisão

### Programas
| Ano                | Título                          | Cargo               |
| ------------------ | ------------------------------- | ------------------- |
| 1998 - 1999        | Fantasia                        | Garota Fantasia     |
| 1999 - 2002        | Tentação                        | Assistente de palco |
| 2003 - 2011        | Sorteio da Tele Sena            | Assistente de palco |
| 2003 - 2011        | Roda a Roda                     | Assistente de palco |
| 2005 - 2006        | Family Feud                     |                     |
| 2005 / 2007 - 2008 | Qual é a Música?                |                     |
| 2006               | Bailando por um Sonho           |                     |
| 2007 - 2008        | Charme                          |                     |
| 2009 - 2011        | Ganhe mais Dinheiro com Jequiti |                     |
| 2012 - 2015        | Teleton                         |                     |
| 2016               | Primeiro Impacto                |                     |

### Novelas
| Ano  | Título                   | Papel                   |
| ---- | ------------------------ | ----------------------- |
| 2002 | Marisol                  | Angélica                |
| 2004 | Esmeralda                | Pietra                  |
| 2009 | Vende-se um Véu de Noiva | Mônica                  |
| 2017 | Carinha de Anjo          | Apresentadora do Jornal |